# Belitjanka
Belitjanka (ryska: Беличанка) är ett vattendrag i Belarus.   Det ligger i voblasten Homels voblast, i den östra delen av landet, 260 kilometer sydost om huvudstaden Minsk.
Omgivningarna runt Belitjanka är en mosaik av jordbruksmark och naturlig växtlighet. Runt Belitjanka är det tätbefolkat, med 257 invånare per kvadratkilometer.